# Vaksdal (gemeente)
Vaksdal is een gemeente in de Noorse provincie Vestland. De gemeente telde 4123 inwoners in januari 2017. De gemeente ligt grotendeels op het vasteland, maar omvat ook een deel van het eiland Osterøy

## Plaatsen in de gemeente
- Dale
- Stanghelle
- Vaksdal

Alver ·  Askvol · Askøy · Aurland · Austevoll · Austrheim · Bergen · Bjørnafjorden · Bremanger · Bømlo · Eidfjord · Etne · Fedje · Fitjar · Fjaler · Gloppen · Gulen · Hyllestad · Høyanger · Kinn · Kvam · Kvinnherad · Luster · Lærdal · Masfjorden · Modalen · Osterøy · Samnanger · Sogndal · Solund · Stad · Stord · Stryn · Sunnfjord · Sveio · Tysnes · Ullensvang · Ulvik · Vaksdal · Vik · Voss · Øygarden · Årdal

Fylker van Noorwegen